# Клитомах
Клитомах (стгрч. Κλειτομαχος Κλειτομαχος) - филозоф 2. и 1. века п.н.е. Карнеадов ученик и његов наследник у управи нове академије.
Пореклом из Картагине, где је носио пунско име Хасдрубал (Ασδρουβας). 163. п. н. е., са око 24 године, преселио се у Атину (према Диогену Лаертију, преселио се у Атину са 40 година).
Ништа од његових бројних списа није сачувано; Цицерон назива једну од њих - „О уздржавању од пресуде“. Такође је аутор есеја „О неверовању у богове“, посвећеног чувеним атеистима Старе Грчке.